# Йоаким Лептидис
Йоаким (на гръцки: Ιωακείμ) е гръцки духовник, костурски митрополит.

## Биография
Роден е като Йоаким Лептидис (Ιωακείμ Λεπτίδης) в кападокийското село Карвали на 1 март 1871 година в семейството на Стефанос и Елени Лептидис. В 1898 година завършва Семинарията на Халки с издръжката на архимандрит Йоан Пантелеймонидос и патриарх Никодим Йерусалимски. Служи в Хороскьой, Магнезийско, Ефеска епархия. Става проповедник на Смирненското религиозно братство „Евсевия“. След това служи при митрополит Йоаким Ефески. Ръкоположен е за дякон в 1899 година и става епитроп в Кидония и Вурла, като същевременно преподава в гимназията в Кидония и училището във Вурла и в село Хороскьой, Магнезия. В 1900 година е ръкоположен за свещеник и става архимандрит. Назначен е за архиерейски наместник в Кидеония, Ефеска епархия.
На 2 ноември 1902 година е избран за еритрейски епископ, викарий на Ефеската митрополия. Ръкоположен е на 17 ноември 1902 година в патриаршеския храм „Свети Георги“ от митрополит Йоаким Ефески в съслужение с митрополитите Никодим Воденски, Никифор Литицки и епископ Арсений Иринуполски. През юни 1909 година е изпратен като екзарх на Хиос. На 21 юли 1909 година е преместен в Преспанската и Охридската митрополития със седалище в Крушево. В 1911 година е избран за костурски митрополит.
В 1926 година владиката Йоаким Костурски нарежда да бъде разрушена сградата на бившето Костурско българско училище. Също така нарежда изцяло да бъде съборен бившият български параклис в Хрупища „Свети Врач“. Параклисът след отнемането му от българската община е превърнат в обор за коне, но местните българи продължават да го посещават и да се молят там и затова владиката нарежда пълното му разрушаване.
Умира на 6 декември 1931 година от мозъчен кръвоизлив.